# Rinthie van Aytta
Rinthie van Aytta (Wirdum (mogelijk), 3 juli 1509 - Metslawier (mogelijk), 15 april 1570) was een Nederlands bestuurder.

## Biografie
Van Aytta was een zoon van Folckert van Aytta (1484-1544) en Ida Hanya (1479-1540). Hij was een jongere broer van de bekende staatsman Wigle van Aytta, ook wel bekend als Viglius. Het geslacht Van Aytta was zeer vooraanstaand en kan gepositioneerd worden tussen de eigenerfden en adel. Zijn vader zou in 1537 door keizer Ferdinand I in de adelstand verheven worden. Het gezin woonde te Barrahuis, een voormalige uithof van het klooster te Bergum. In 1515 vluchtte het gezin naar de stad Leeuwarden toen Barrahuis door Jancko Douwama en zijn medestanders platgebrand werd. Hiertoe kregen zij de beschikking over het Myntzemahuis aan de Weaze. Voor de studie werd hij op 11-jarige leeftijd samen met Viglius naar hun oom Bernard Bucho in Den Haag gezonden, die aldaar deken was van de Hofkapel. Rinthie had minder aanleg voor de studie dan zijn broer en keerde weer terug naar Friesland. Door bescherming van zijn broer werd hij in 1548 benoemd tot accijnsmeester (belastingontvanger) te Kollum. In die tijd zal hij gefungeerd hebben als vervangend grietman van Kollumerland voor Claes Clant. Ook kwam hij in 1550 voor als grietman van Schiermonnikoog. Bij de benoeming tot grietman van Oostdongeradeel in 1552 stelde de grietenij wel enkele eisen. Zo moest Van Aytta de rechten van de grietenij erkennen, moest hij in de grietenij gaan wonen in plaats van Dokkum en moesten de rechtszittingen op vastgestelde locaties plaatsvinden. Ten tijde van zijn ambtsperiode werd Oostdongeradeel meermaals binnengevallen door watergeuzen waarbij de kloosters Weerd en Sion geplunderd werden en het kerkzilver uit de kerken van Anjum en Wetsens meegenomen werd. Toen Van Aytta dit te horen kreeg, schrok hij zo dat hij een hartaanval kreeg en overleed. Hij zou in dit ambt opgevolgd worden door zijn zwager Doede van Sierksma. Van Aytta werd begraven in Metslawier. Zijn verweerde grafzerk werd in 2015 herontdekt buiten  de kerk.

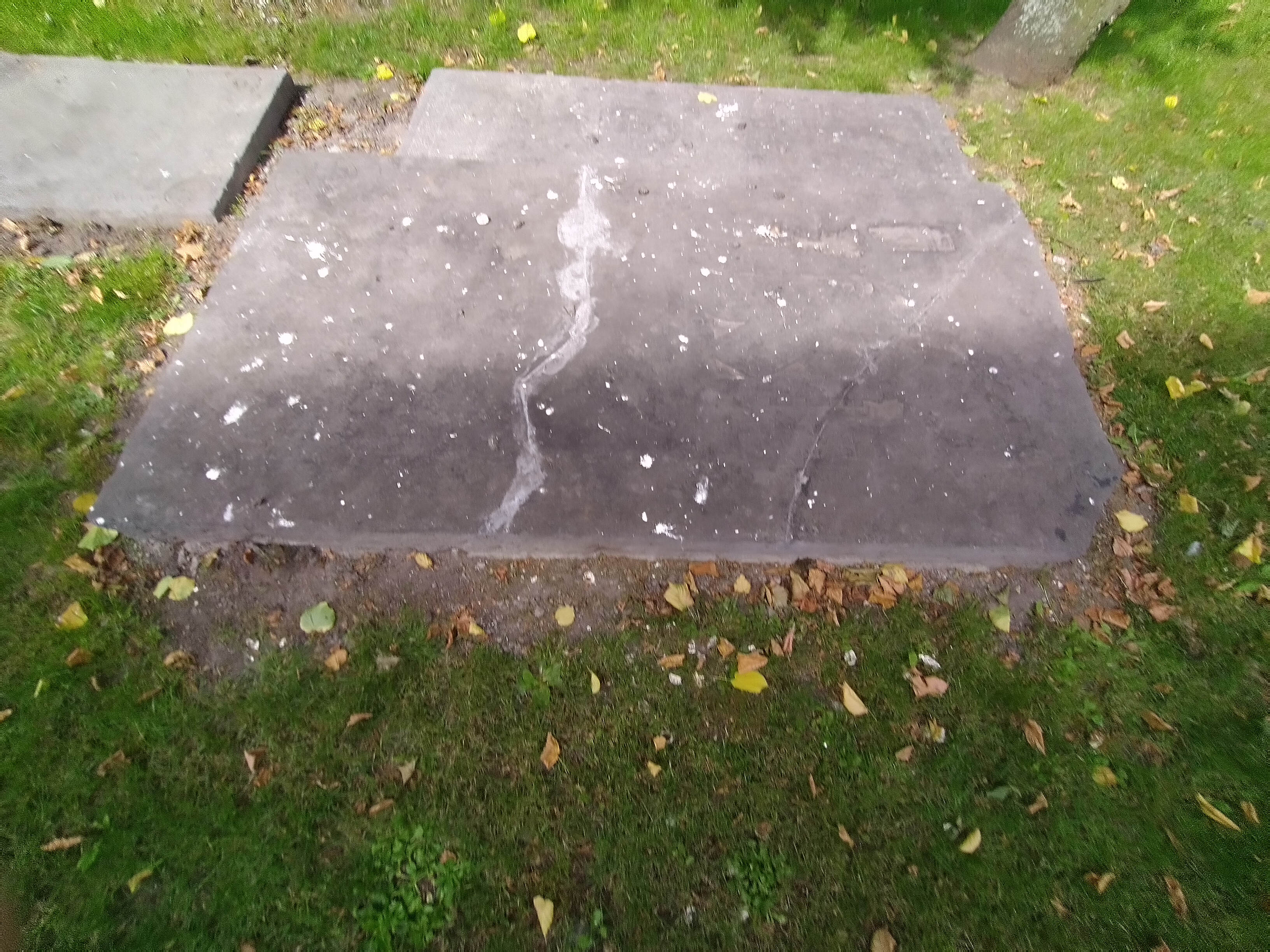
Het verweerde grafzerk van Van Aytta en zijn vrouw Ida van Mershorne.

## Huwelijken en kind
Van Aytta was getrouwd met Ida van Mershorne, dochter van Tiaerdt Hettema en een onbekende moeder van Mershorne. Na haar overlijden in 1563 hertrouwde Van Aytta met Johanna Rommarts, dochter van mr. Johannes Rommarts, raadsheer aan het Hof van Friesland. Na het overlijden van Rinthie hertrouwde Johanna met Lieuwe Watnia. Hoewel beide huwelijken kinderloos bleven, had Rinthie wel een buitenechtelijke zoon:
- mr. Johannes Ryntzes van Aytta, in 1565 als zoon aangenomen. Hij was kanunnik te Ariën-aan-de-Leie.[3]